# ژان لو بره
ژان لو بره (فرانسوی: Jean Le Bret‎; ۲۶ اکتبر ۱۸۷۲ – ۲۳ دسامبر ۱۹۴۷) قایقران اهل فرانسه بود.